# 天主教圖馬科教區
天主教圖馬科教區（拉丁語：Dioecesis Tumacoënsis）是哥倫比亞一個羅馬天主教教區，屬波帕揚總教區。
教區前身是一個宗座監牧區，成立於1927年5月1日，1961年2月7日升為代牧區。1999年10月29日升為教區並易名至今。
教區包括納里尼奧省西部。2010年有教友246,000人（佔轄區總人口88.5%）、十七個堂區、卅一名司鐸。現任教區主教為古斯塔沃·希榮·伊基塔。